# Lettere inglesi
Lettere inglesi o Lettere filosofiche (Lettres anglaises o Lettres philosophiques) è un'opera di Voltaire pubblicata prima a Londra in lingua inglese nell'agosto 1733 come Letters concerning the English Nation by Mr de Voltaire, e l'anno successivo in lingua francese (ma stampata dal medesimo tipografo londinese) col titolo Lettres écrites de Londres sur les Anglois et autres sujets par M. D. V***; lo stesso anno apparve un'edizione clandestina in Francia, riveduta e autorizzata da Voltaire, col titolo Lettres philosophiques par M. de V..... (e una lettera in più, la XXV, su Blaise Pascal). L'opera, reputata un attacco al sistema di governo e potere della Francia, venne immediatamente condannata dal Parlamento di Parigi nel 1734 e bandita dal Paese; a Voltaire fu interdetto financo l'uso del titolo Lettres philosophiques.
Basati sul suo soggiorno in Gran Bretagna, avvenuto tra il 1726 e il 1728, la serie di saggi concerne argomenti molto diversi, come la religione, la scienza, l'arte, la politica e la filosofia. Sebbene come corrispondente fittizio delle missive appaia l'amico Thiriot, appare evidente che esse non siano lettere personali, bensì per l'appunto saggi nella forma di lettere aperte, destinate a raggiungere un numero maggiore di lettori grazie alla loro pubblicazione in forma di libro. Voltaire spiega usanze, consuetudini e aspetti della cultura, della società e del governo inglesi, giudicandoli spesso favorevolmente e in modo lusinghiero, specialmente se messi a confronto con l'equivalente controparte francese. Per la perspicacia, lo sguardo penetrante e la perizia di valutazioni, usando il proprio punto di vista di outsider, il testo può esser paragonato a De la démocratie en Amérique, il capolavoro di Tocqueville.
Nel 1778, apparve un'edizione riveduta inglese, Lettres philosophiques sur les Anglais (Philosophical Letters on the English), cui seguì nel 1780 quella francese, all'interno delle Œuvres complètes di Voltaire per i tipi della Société littéraire typographique de Kehl.

## Tema
Voltaire prende formalmente come spunto le Lettres sur les Anglais et les Français di Muralt, scritte nel 1725, ma il contenuto originale e rilevante, il che causa molto rumore. Prima della pubblicazione, Voltaire cercò l'appoggio dell'abate Rothelin che gli consigliò di cancellare alcuni passaggi.
Durante il suo soggiorno nel Regno, scopre la letteratura di Shakespeare, per lui nuova e sorprendente, in quanto molto lontana dall'ideale classico francese. Scopre anche la filosofia del Regno Unito di Locke e Newton, che per lui diventano le pietre angolari di una visione empirista del mondo, per cui il filosofo trova la verità con l'esperimento; e infine il sistema parlamentare britannico.
Sul modello delle Lettere persiane di Montesquieu, Voltaire interpreta la parte di uno spettatore ingenuo che rende conto delle sue osservazioni su diversi campi: religione, filosofia, politica, arte, scienze ed economia. In questo modo, viene a crearsi un'opera di propaganda e di critica, in cui lo stile di scrittura è un'arma di persuasione.
Vantando i meriti del Regno Unito, Voltaire si impegna a demolire il sistema francese, attaccando soprattutto la figura del re.
Contro Voltaire fu emessa una lettre de cachet. Il 10 giugno 1734, il Parlamento di Parigi condannò l'opera come "scandalosa, contraria alla religione, alla buona morale e al rispetto dovuto all'autorità", una copia fu simbolicamente bruciata. La repressione diede inevitabilmente una spinta alle successo commerciale del libro. Verranno vendute 20.000 copie tra il 1734 e il 1739.

## Edizioni italiane
- Lettere inglesi, a cura di Mauro Misul, Torino, Boringhieri, 1958.
- Lettere sugli Inglesi e altri scritti, con Candido ovvero dell'ottimismo, traduzione di Valeria Sottile Scaduto, Prefazione di Gianni Nicoletti, Collana I Grandi Scrittori Stranieri, Torino, UTET, 1962.
- Lettere filosofiche, in Scritti filosofici, selezione a cura di Paolo Serini, Bari, Laterza, 1962. - in Voltaire, RBA, 2017.
- Lettere filosofiche, in  Scritti politici, Introduzione e commento a cura di Riccardo Fubini, Torino, UTET, 1964.
- Lettere inglesi, Introduzione e commento di Paolo Alatri, Collana Le Idee n.61, Roma, Editori Riuniti, 1971.
- Lettere filosofiche, o lettere inglesi, a cura di Giancarlo Pavanello, con uno scritto di Gustave Lanson, Collana L'altra biblioteca n.25, Milano, SE, 1987, ISBN 978-88-771-0077-1. - Milano, Club degli Editori, 1992; Collana Oscar Classici n.382, Milano, Mondadori, 1996, ISBN 88-04-41289-5; col titolo Lettere filosofiche, Torriana, Orsa Maggiore, 1995.
- Lettere inglesi, a cura di Alfredo Nantes e Umberto Sulpasso, Milano, Il Minotauro, 1994.
- Lettere filosofiche, a cura di Riccardo Campi, Collana Classici del pensiero, Siena, Barbera, 2007, ISBN 978-88-789-9149-1. - Collana Grande Biblioteca, Santarcangelo di Romagna, Rusconi, 2015, ISBN 978-88-180-3068-6; Collana I Classici, Foschi, 2016, ISBN 978-88-996-6612-5;
- Lettere filosofiche, a cura di Antonio Gurrado, Collana Seírios, Como-Pavia, Ibis, 2021, ISBN 978-88-716-4661-9.
- Lettere inglesi, a cura di Nicholas Cronk, edizione italiana a cura di Antonio Gurrado, Collana Biblioteca, Milano, Berlusconi Editore, 2024, ISBN 979-12-566-8000-9.